# Jakob von Bruck

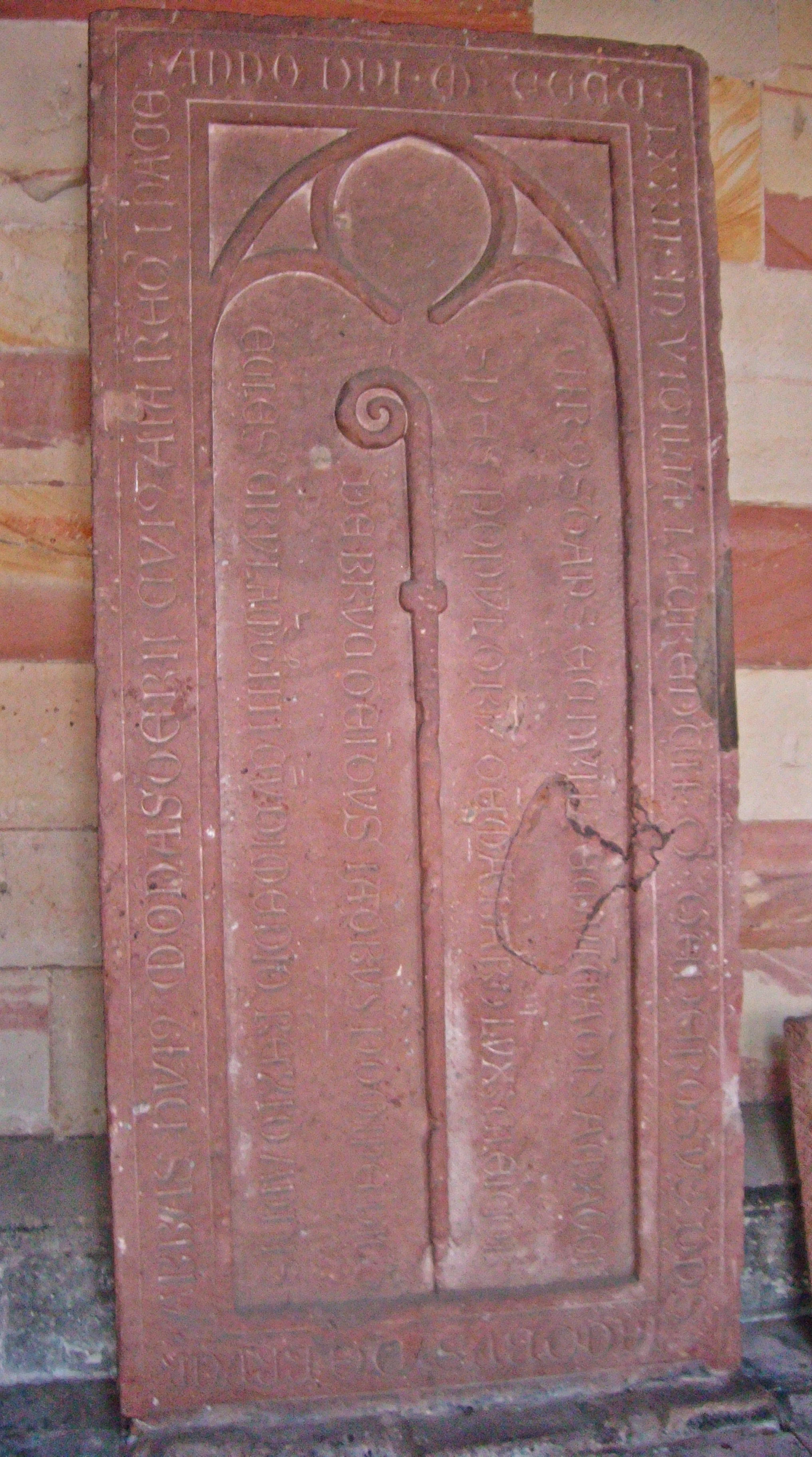
Grabplatte des Abtes, im Kreuzgang von St. Peter und Paul, Wissembourg (Elsass)

Jakob von Bruck († 10. August 1472) war ein Benediktiner und Fürstabt des Klosters Weißenburg (Wissembourg) im Elsass.

## Leben und Wirken
Jakob von Bruck stammte aus einer lothringischen Adelsfamilie. 1468 wurde er als Nachfolger des verstorbenen Philipp Schenk von Erbach zum Abt des elsässischen Klosters Weißenburg gewählt. Er amtierte nur knapp fünf Jahre, starb am 10. August 1472 und wurde im Kreuzgang der Weißenburger Abteikirche St. Peter und Paul bestattet, wo seine Grabplatte erhalten ist. Nach der Klosterchronik von Kaspar Brusch (1551) regierte Abt Jakob „rühmlich“.

Die Amtszeit von Jakob von Bruck ist allerdings von den heftigen Auseinandersetzungen mit der Kurpfalz geprägt, die versuchte, die Vorherrschaft über das Reichskloster zu gewinnen und dabei auch vor militärischer Gewalt nicht zurückschreckte. 
Jakob von Bruck ging aus diese Auseinandersetzung zwar siegreich hervor, das Kloster war aber anschließend ökonomisch ruiniert. Nach dem Friedensschluss mit der Kurpfalz am 29. Januar 1472 verblieben ihm nur noch wenige Monate, bevor er starb.